# مشعلية متغايرة الثمار
مشعلية متغايرة الثمار أو رشاد حجري متغاير الثمار (الاسم العلمي: Aethionema heterocarpum) هي نوع نباتي يتبع جنس المشعلية من فصيلة الصليبية.